# Liste der Güstrower Domprediger

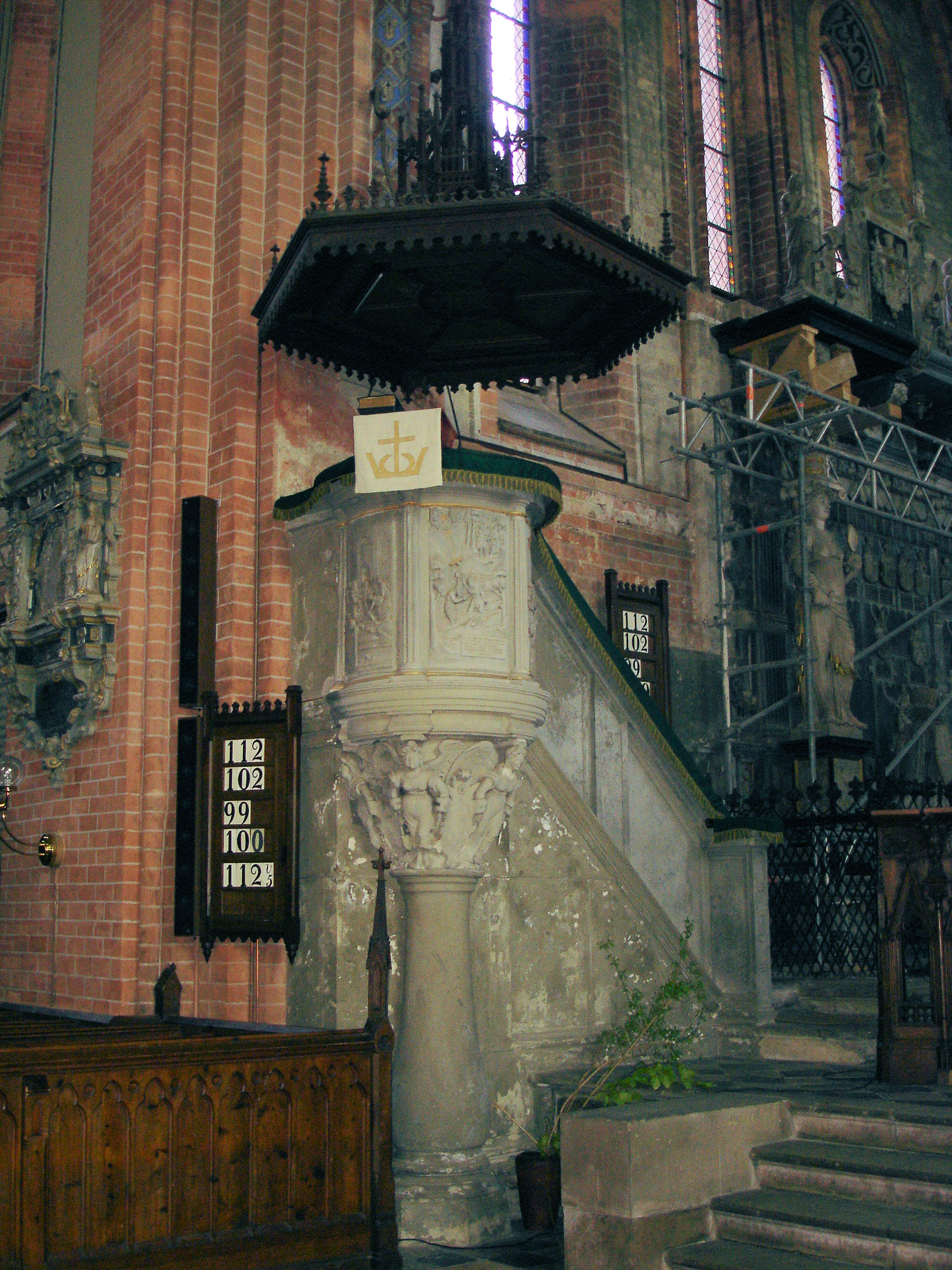
Die Kanzel im Güstrower Dom (2009)

Am Güstrower Dom wirkten seit der Reformation in Mecklenburg meist bis zu drei Domprediger. Das Amt des 1. Dompredigers war seit 1548 mit dem des Superintendenten (später Landessuperintendenten) der Superintendentur (bz. des Kirchenreises) Güstrow verbunden:
| Name                                             | von                                                           | bis  |
| ------------------------------------------------ | ------------------------------------------------------------- | ---- |
| Gerhard Omcke (Omeken, Oemeken)                  | 1548                                                          | 1562 |
| Konrad Becker                                    | 1562                                                          | 1579 |
| Heinrich Piper († 1582)                          | 1568                                                          | 1582 |
| Christoph Koch                                   | 1568 3., 1582 2. Domprediger                                  | 1588 |
| Erhard Merkel († 1603)                           | 1582 3., 1588 2. Domprediger                                  | 1603 |
| Nicolaus Giesenhagen (1559–1638)                 | 1598 3. Domprediger                                           | 1603 |
| Jacob Coler                                      | 1599                                                          | 1612 |
| Johann Hildebrandt († 1619)                      | 1603                                                          | 1619 |
| Peter Hesse                                      | 1604 3. Domprediger                                           | 1620 |
| Lucas Bacmeister der Jüngere                     | 1613                                                          | 1638 |
| Daniel Michaelis (1591–1644)                     | 1620 2., 1639 1. Domprediger                                  | 1644 |
| Samuel Arnd (Arnoldi)                            | 1639 2., 1645 1. Domprediger                                  | 1655 |
| Hermann Hartmann (1607–1657)                     | 1639 3., 1645 2. Domprediger                                  | 1657 |
| Stephan Hane (1601–1667)                         | 1646 3., 1659 2. Domprediger                                  | 1667 |
| Daniel Janus (1611–1669)                         | 1656                                                          | 1669 |
| Nicolaus Heidemann (1628–1687)                   | 1659 3., 1668 2. Domprediger                                  | 1687 |
| Andreas Metzmacher (1616–1638)                   | 1668 3. Domprediger                                           | 1682 |
| Hermann Schuckmann                               | 1670                                                          | 1686 |
| Martin Heden (1659–1689)                         | 1684 3. Domprediger                                           | 1689 |
| Johann Balthasar Haberkorn (1646–1706)           | 1686                                                          | 1706 |
| Joachim Schröder (1638–1712)                     | 1689 2., 1709 1. Domprediger                                  | 1712 |
| Naeman Redelfsen (1660–1733)                     | 1689 3. Domprediger                                           | 1732 |
| Peter Goldschmidt                                | 1707 2. Domprediger                                           | 1709 |
| Julius Ernst Hahn (1677–1751)                    | 1709 2. Domprediger                                           | 1741 |
| Johann Christian Schaper (1677–1734)             | 1714                                                          | 1734 |
| Johann Gensler                                   | 1732 3. Domprediger                                           | 1745 |
| Enoch Zander (1678–1753)                         | 1741                                                          | 1753 |
| Johann Friedrich Hahn (1715–1787)                | 1741 2. Domprediger                                           | 1772 |
| Joachim Heinrich Zander (1714–1778)              | 1745 3., 1774 2. Domprediger                                  | 1778 |
| Bernhard Heinrich Rönnberg (1716–1760)           | 1753                                                          | 1760 |
| Johann Christian Keßler (1728–1785)              | 1763                                                          | 1785 |
| Carl Friedrich Piper (1774–1811)                 | 1774 3., 1778 2., 1789 1. Domprediger                         | 1811 |
| Dietrich Christian Heinrich Holsten (1749–1793)  | 1779 3., 1790 2. Domprediger                                  | 1793 |
| Johann Christoph Schmidt (1750–1793)             | 1791 3. Domprediger                                           | 1793 |
| Peter Heinrich Francke (1766–1838)               | 1793 3. und gleich darauf 2. Domprediger, 1829 1. Domprediger | 1838 |
| Carl Christian Ziegler (1761–1809)               | 1794 3. Domprediger                                           | 1809 |
| Johann Friedrich Ludwig Paulli (1781–1825)       | 1809 3. Domprediger                                           | 1825 |
| Adolf Friedrich Fuchs                            | 1811                                                          | 1828 |
| Adolf Türk (1795–1880)                           | 1826 3., 1829 2. Domprediger                                  | 1874 |
| Hermann Vermehren                                | 1829 3., 1839 1. Domprediger                                  | 1858 |
| Julius Tarnow (1795–1862)                        | 1839 3. Domprediger                                           | 1862 |
| Friedrich Johann Theodor Polstorff (1824–1898)   | 1859                                                          | 1898 |
| Ludwig Gustav Schrönn (1838–1864)                | 1862 3. Domprediger                                           | 1864 |
| Friedrich Adolf Löffel (1834–1887)               | 1864 3., 1874 2. Domprediger                                  | 1887 |
| Gustav Adolf Wollenberg (1836–1915)              | 1874 3., 1887 2. Domprediger                                  | 1909 |
| Johann Heinrich Wilhelmi (1851–1919)             | 1887 3. Domprediger                                           | 1897 |
| Heinrich Behm                                    | 1897 3. Domprediger                                           | 1900 |
| Heinrich Friedrich Theodor Lindemann (1836–1924) | 1898                                                          | 1916 |
| Hermann Sander (1857–1903)                       | 1900 3. Domprediger                                           | 1903 |
| Carl Franz Heinrich Ditz (1861–1924)             | 1903 3., 1909 2. Domprediger                                  | 1924 |
| Friedrich Anton Bard (1869–1955)                 | 1909 3. Domprediger                                           | 1922 |
| Hans Friedrich Koch (1881–1942)                  | 1922 3., 1924 2. Domprediger                                  | 1928 |
| Walter Kittel (1870–1936)                        | 1916                                                          | 1936 |
| Johannes Schwartzkopff                           | 1925 3. Domprediger                                           | 1934 |
| Friedrich Kentmann                               | 1934 2., 1936 1. Domprediger                                  | 1945 |
| Joachim Harloff                                  | 1935 3., 1939 2. Domprediger                                  | 1945 |
| Hermann Grüner                                   | 1936 3. (bis 1939 als Verwalter), 1945 2. Domprediger         | 1947 |
| Erich Walter (1919–2014)                         | 1945 2. Domprediger                                           | 1951 |
| Sibrand Siegert (1890–1954)                      | 1945 Landessuperintendent                                     | 1954 |
| Gerhard Bosinski                                 | 1945                                                          | 1957 |
| Gerhard Schmitt                                  | 1954 Domprediger und Landessuperintendent                     | 1959 |
| Gustav Gilde                                     | ? 3., 1957 2. Domprediger                                     | ?    |
| Erich Michaelsen (1919–2014)                     | 1957 3. Domprediger                                           | 1984 |
| Folker Hachtmann († 2020)                        | 1989                                                          | 1998 |